# Jørgen + Anne = sant
Jørgen + Anne = sant (br: Amor de Verdade) é um filme de comédia norueguês de 2011 dirigido por Anne Sewitsky. O roteiro é de Kamilla Krogsvee , baseado no livro infantil Tilla liebt Philipp de Vigdis Hjorth.

## Elenco
- Maria Annette Tanderø ... Anne Lunde
- Otto Garli ... Philipp Ruge
- Aurora Bach Rodal ... Beate
- Vilde Fredriksen Verlo ... Ellen
- Kristin Langsrud ... Tom
- Peter Holene ... Knut
- Sigurd Saethereng ... Einar
- Adrian Holte Kristiansen ... Dag
- Birgitte Victoria Svendsen ... avó de Beate
- Torkil Hoeg ... Ole Lunde
- Anna Year Svalheim ... Helga
- Emir Mulasmanovic ... Luca
- Randolf Walderhaug ... pai de Helga
- Silje Breivik ... mãe de Anne
- Terje Ranes ... pai de Anne
- Tone Beate Mostraum ... mãe de Ellen
- Ole Johan Skjelbred-Knutsen ... pai de Philip
- Markus Tønseth ... pai de Knut